# Каменка (Думіницький район)
Каменка (рос. Каменка) — присілок в Думіницькому районі Калузької області Російської Федерації.
Населення становить 10 осіб. Входить до складу муніципального утворення Село Новослободськ.

## Історія
Від 2004 року входить до складу муніципального утворення Село Новослободськ.

## Населення
| 2002 | 2010 |
| ---- | ---- |
| 22   | ↘10  |